# Haemagogus regalis
Haemagogus regalis är en tvåvingeart som beskrevs av Dyar och Frederick Knab 1906. Haemagogus regalis ingår i släktet Haemagogus och familjen stickmyggor. Inga underarter finns listade i Catalogue of Life.